# インディアナ・ジョーンズ
ヘンリー・ウォルトン・“インディアナ”・ジョーンズ・ジュニア博士（Dr. Henry Walton "Indiana" Jones, Jr.）は『インディ・ジョーンズ』シリーズのタイトル・キャラクター・主人公かつ架空の人物である。

## 概要
ジョージ・ルーカスとスティーヴン・スピルバーグが1930年代のアクション・ヒーローへのオマージュとして創造した。牛追いムチ、フェドーラ帽、レザージャケットといった特徴的な服装がトレードマークである。ユーモアのセンスもあり、多くの古代文明と言語について深い知識を持っている。ヘビ恐怖症でもある。
1981年の『レイダース/失われたアーク《聖櫃》』に初登場し、1984年の『インディ・ジョーンズ/魔宮の伝説』、1989年の『インディ・ジョーンズ/最後の聖戦』、1992年〜1996年の『ヤング・インディ・ジョーンズ・クロニクルズ』、2008年の『インディ・ジョーンズ/クリスタル・スカルの王国』、2023年の『インディ・ジョーンズと運命のダイヤル』といった続編に登場した。最も有名な映画・TVシリーズの他にこのキャラクターは小説、コミック、TVゲームなどのメディアに登場している。また彼はディズニーランドと東京ディズニーシーにあるテーマパークアトラクション「インディ・ジョーンズ・アドベンチャー」でも見ることができる。
ジョーンズはハリソン・フォードが演じたことでよく知られ、他にリヴァー・フェニックス（『最後の聖戦』での少年時代）、TVシリーズ『ヤング・インディ・ジョーンズ・クロニクルズ』ではコリー・キャリアー、ショーン・パトリック・フラナリー、ジョージ・ホールらが演じた。ダグ・リーは2つのルーカスアーツのTVゲーム『インディ・ジョーンズ/アトランティスの運命』と  Indiana Jones and the Infernal Machine で、デイヴィッド・エシュは  Indiana Jones and the Emperor's Tomb で、ジョン・アームストロングは Indiana Jones and the Staff of Kings でそれぞれ声を務めた。
『レイダース/失われたアーク《聖櫃》』での初登場以来、インディアナ・ジョーンズは世界的スターになり、最も尊敬される映画のキャラクターにもなった。2003年、彼はアメリカン・フィルム・インスティチュートの「アメリカ映画100年のヒーローと悪役ベスト100」で第2位に選ばれた。また、「エンパイア・マガジン」では6番目に偉大な映画のキャラクター、「エンターテイメント・ウィークリー」では大衆文化において最も影響の強いキャラクターの2位、「プレミア・マガジン」では100人の偉大な映画キャラクターの7位に選ばれた。

## 登場
劇場版 第1作
インディアナ・ジョーンズはニュージャージー州プリンストンで生まれる。初登場は1981年の『レイダース/失われたアーク《聖櫃》』で1936年の設定。このキャラクターはマーシャル大学（プロデューサーのフランク・マーシャルにちなんで）で働き、1930年代の冒険・アクションヒーローを彷彿させる。マーシャル大学はコネチカット州の架空の大学であり彼は考古学の教授である。第1作目では契約の箱（聖櫃も参照）を探すナチスと、マリオン・レイヴンウッドとサラーの助けを得て対決している。ナチスはジョーンズの宿敵でフランス人考古学者のルネ・ベロックと不気味なゲシュタポのアーノルド・トートを利用した。
劇場版 第2作
1984年には1作目より過去の設定（1935年設定）で『インディ・ジョーンズ/魔宮の伝説』が作られている。前作よりもホラー指向の作品で舞台はほぼインドである。今回ジョーンズは、タギー・カルトによってある村から奪われたシャンカラ・ストーンを取り戻す。彼は少年ショート・ラウンドとウィリー・スコットの助けを借りた。
劇場版 第3作
1989年の3作目、『インディ・ジョーンズ/最後の聖戦』は1938年に設定され、1作目に登場したサラーやマーカス・ブロディが再登場する。ジョーンズ教授（このときはバーネット大学の教授）はナチスがオカルト品を集めていることを知る。このときの彼らの目標は聖杯だった。映画は1912年から始まり若き日の主人公を描いている。特にヘビを恐れる理由、牛追いムチを使う理由、あごの傷の理由、帽子の入手先が描かれている。また映画のラストではじめて“インディアナ”が本名でなく、犬の名前であると明かされる。これはジョーンズと父親の一種のバディ映画でもあり、コミカルな要素になっている。このシリーズは当初5部作の予定であったがルーカスが良きプロット・エレメントを考え出せず、18年もの間続編は作られなかった。
劇場版 第4作
2008年の4作目、『インディ・ジョーンズ/クリスタル・スカルの王国』は1957年に設定され、インディアナ・ジョーンズの敵は新たにソ連に設定された。彼の元同僚ハロルド・オックスリーが宇宙人のクリスタル・スカルを発見し、ソ連のエージェントがそれを利用しようとする話である。彼はかつての恋人マリオン・レイヴンウッドとその息子ヘンリー・“マット”・ウィリアムズの助けを借りる。そして途中でマットが彼の息子ヘンリー・ジョーンズ3世であると明かされる。このときはシャイア・ラブーフが主人公を引き継ぐという噂があった。またこの映画で彼が第二次世界大戦中に戦略諜報局（CIAの前身）で働いていたことと、アメリカ陸軍で大佐の階級になっていたこと、ソ連でMI6のジョージ・マクヘイルとミッションを共にしていたことが明かされた。
劇場版 第5作
2023年の5作目、『インディ・ジョーンズと運命のダイヤル』では、1969年を舞台に、世間は月面着陸した宇宙飛行士の帰還のパレードで盛り上がっている。また、長年教鞭を取っていたインディだったが、考古学を専攻しているはずの若い生徒たちもまるで授業に興味がなく、冷ややかな態度で授業を受ける始末で、そのまま定年退職となっている。退職後に声をかけてきた旧友であるバジル・ショウの娘ヘレナ・ショウが訪ね、ユルゲン・フォラー率いるナチスの残党との最後の戦いとアンティキティラの時計を巡る最後の冒険がはじまる。

### テレビ
1992年から1996年まで、ジョージ・ルーカスがプロデュースした『ヤング・インディ・ジョーンズ・クロニクルズ』というテレビドラマが放送されていた。主にティーンエイジャーと子供向けに、インディアナ・ジョーンズと歴史的に重大な出来事・20世紀の偉人の関わりが描かれた。
物語はジョージ・ホール演じる老人（年齢設定は93歳〜94歳）となったインディアナ・ジョーンズが、回想する形で若き日の冒険を誰かに話して聞かせるというものである。エピソードのほとんどの部分は若き日のインディ（16歳〜21歳、ショーン・パトリック・フラナリーが演じる）か少年期のインディ（8歳〜10歳、コリー・キャリアーが演じる）の話である。“ミステリー・オブ・ザ・ブルース”と題された作品ではホールではなくハリソン・フォードがインディアナ・ジョーンズを演じた。
第一次世界大戦中には16歳〜17歳までベルギー軍で兵隊・諜報活動し、フランス情報局でスパイとして働いた。少年時代は1908年〜1910年まで父親の世界講演ツアーについて世界中を旅したことになっている。
この作品は映画に関する裏話だけでなくキャラクターの新たな設定を作った。インディアナ・ジョーンズは1899年7月1日生まれでありミドルネームはウォルトン（ルーカスと同じ）、幼いころに死亡したスージーという妹がいたこと、最終的には何人かの孫がいることなどである。父親との関係は『インディ・ジョーンズ/最後の聖戦』で初めて描かれたが少年時代の関係も描かれた。インディはインディ・ジョーンズと運命のダイヤル（1969年）から1990年代初頭までの間に右目を失う。最晩年の“老インディ”は右目に黒い眼帯をしている。
1999年、ルーカスはエピソードの説明とジョージ・ホール演じる“老インディ”の登場シーンを削除したVHSを発売した。そして時系列順に編集して長編の物語に仕上げた。編集版のタイトルは『インディ・ジョーンズ/若き日の大冒険』とつけられた。

### テーマパーク
インディアナ・ジョーンズは世界のディズニーパークのアトラクションにも登場する。
アナハイムのディズニーランド及び東京ディズニーシーには屋内ライド型アトラクション「インディ・ジョーンズ・アドベンチャー」がある。それぞれ副題とテーマは異なる（アナハイムは“禁断の瞳の魔宮”、東京は“クリスタルスカルの魔宮”）が、遺跡の中をジープ型のライドに乗っていく点は共通している。
また「インディ・ジョーンズ・エピック・スタント・スペクタキュラー!」はウォルト・ディズニー・ワールド・リゾートのディズニー・ハリウッド・スタジオで1989年に公開されたライブショーである。この25分間のショーでは映画で使われる様々なスタントを行なっている。
ディズニーランド・パリには「インディ・ジョーンズと危難の魔宮」というローラーコースターがある。遺跡の中をトロッコ型のライドに乗り込み走行する。途中には360度宙返りするループもある。

## キャラクターの説明と形成
考古学教授として働くとき、ヘンリー・ジョーンズ・ジュニアはツイード・スーツを着る。『インディ・ジョーンズ/クリスタル・スカルの王国』ではインディがマルクス主義の考古学者ヴィア・ゴードン・チャイルドから影響を受けたことが明らかになっている。だが皮肉なことにチャイルドはインディが得意とするフィールドワークを嫌っていた。インディはまた“良き考古学者になるには、図書館から出る事だ”と続ける。このセリフは前作の“考古学調査の7割が図書館で行われる”と対照的である。また、考古学教授としての授業は生徒が多数参加し人気の様子だが、たびたび遺跡発掘に赴いてしまうために手紙や生徒のテストの採点、面接などが溜まってしまい、久しぶりに帰ってくると生徒たちが押し掛けるために嫌気がさして職務から逃げ出すというシーンも『インディ・ジョーンズ/最後の聖戦』にて見られる。
しかし、重要な遺物を発掘するときジョーンズ博士は“インディアナ”になり、「スーパーヒーローではないヒーロー」になる。プロデューサーのフランク・マーシャルは「インディはあてにならないキャラクターだ。彼はミスをすると傷つく（中略）彼はリアルなキャラクターで超能力を持っていない」と語っている。スピルバーグの伝記作家ダグラス・ブロードによればインディは学校で教える事から逃げ出すというすばらしいことをしたという。ハリソン・フォードは、インディアナがロマンティストで皮肉屋であるため演じるのが楽しいと述べた。インディは一匹狼で冒険を求める気高いトレジャーハンター及びハードボイルド探偵、さらには生身のスーパーヒーローで愛国者であると分析できる。
多くのスピルバーグ映画と同じように、ジョーンズもまた一部彼の自伝的要素を持っている。インディアナは父親ヘンリー・ジョーンズとの緊張した関係のため理想の父親像がなく、彼の内なる怒りはマリオン・レイヴンウッドとシカゴ大学の恩師アブナー・レイヴンウッドとの関係を悪化させた。マーカス・ブロディはインディを導く役割を持つ。インディの不安は幼いころに母親を失ったことに由来する。『インディ・ジョーンズ/魔宮の伝説』ではウィリー・スコットとショート・ラウンドを守って一時的に父親になる。彼がカーリーの魔術に陥った時にはショート・ラウンドが助け出した。その後インディアナは大勢の子どもを救出している。

## 由来とインスピレーション
インディアナ・ジョーンズはジョージ・ルーカスとスティーヴン・スピルバーグが少年時代に愛した昼興行の連続活劇とパルプ・マガジンがモデルになっている（例えばリパブリック・ピクチャーズの映画やドック・サヴェジシリーズ）。サー・H・ライダー・ハガードの『ソロモン王の洞窟』の主人公アラン・クオーターメインは1885年作品であるが、注目すべきジョーンズの元型である。ルーカスとスピルバーグは映画『スター・ウォーズ』第1作公開時にハワイでこの計画について話し合った。スピルバーグはジェームズ・ボンド映画のような娯楽作品を作りたいと考えていた。
このキャラクターは当初、“インディアナ・スミス”と名付けられていたが、1970年代にルーカスが飼っていたアラスカン・マラミュート（“インディアナ”）から名前が付けられた。スピルバーグも“スミス”は気に入っておらず、ルーカスの代案“ジョーンズ”に賛成した。
ルーカスはショーン・コネリーが演じた世界的に有名な秘密諜報員ジェームズ・ボンドがジョーンズに大きなインスピレーションを与えたと発言している。このことから『インディ・ジョーンズ/最後の聖戦』の父親役はコネリーになった。
衣装デザイナーデボラ・ナドールマン・ランディスは、インディの衣装がチャールトン・ヘストンが『インカ王国の秘宝』で演じたハリー・スティールを参考に決められたと述べた（「私は何度もスタッフと一緒にこの映画を見た。そして私はいつも、スタッフがこの映画を参考にしなかったらおかしいと思っていた」）。

### 実在のモデル
多くの人物がインディアナ・ジョーンズの創造に影響を与えたと言われている。しかしルーカスとスピルバーグが認めたわけではない。
- ベロイト大学の教授であり古生物学者のロイ・チャップマン・アンドリュース[24]
- イタリアの考古学者でありサーカスの芸人ジョバンニ・ベルツォーニ（1778年〜1823年）[25]
- イェール大学の教授であり歴史家・探検家のハイラム・ビンガム3世。
  - 彼は失われた都市マチュ・ピチュを発見し[26]1948年の『失われたインカの都市』はベストセラーになった[27]。
- シカゴ大学の考古学者ロバート・ジョン・ブレードウッド（英語版）[28]
- シカゴ大学の考古学者ジェームズ・ヘンリー・ブレステッド（英語版）[29]
- イギリス人考古学者パーシー・フォーセット
  - 彼はブラジル北部の探索に多くの時間を費やした。1925年に失われた都市Zを探しにアマゾン盆地に入って行方不明になった。彼は小説『インディ・ジョーンズ/第七の魔力』でジョーンズと会う[7]。
- イギリス人考古学者で軍人のトーマス・エドワード・ロレンス[30]
- ノースウェスタン大学の人類学者で教授・冒険家のウィリアム・モンゴメリー・マクガヴェン（英語版）[31]
- イギリスの冒険家で水晶髑髏の発見者フレデリック・アルバート・ミッチェル＝ヘッジス[32]
- ドイツ人考古学者オットー・ラーン（英語版）[33]

## 衣装
スピルバーグとルーカスはシルエットを見ただけで誰だか分るようなコスチュームを求めた。そこでてっぺんが高く、つばの広いフェドーラ帽子（インディ・ジョーンズ・ハットも参照）を選んだ。『レイダース』のドキュメンタリーで指摘されたようにフェドーラ帽は実用的な役割も果たした。それは『インディ・ジョーンズ』シリーズが参考にしたかつての“B”級映画と同じで、スタントマンを必要とする危険なシーンでは代役の顔を隠してくれるということである。
また、この帽子はスタッフの間ではジョークのネタにもなった。撮影中に帽子が落ちればそのシーンは撮り直しになる。『インディ・ジョーンズ/最後の聖戦』のドキュメンタリーでは、ハリソン・フォードが冗談で帽子をホッチキスで頭に固定する真似をしている。
映画の衣装に関する話は以下の通り。
- 最初の3作品では、フェドーラ帽はイングランドのハーバード・ジョンソン・ハットの物が使われた。それは“ポエット”と呼ばれていた帽子だった。『クリスタル・スカル』の帽子はミシシッピ州コロンバスのアドベンチャービルト・ハット・カンパニーのスティーヴ・デルクとマーク・キッターが作った。
- レザージャケットは“タイプ440”と“A-2 ジャケット”のハイブリッドのように見える、創作されたオリジナルであり『レイダース/失われたアーク《聖櫃》』と『インディ・ジョーンズ/最後の聖戦』ではレザー・コンセンショナーズ（現在はウエステッド・レザー）が製作した。『インディ・ジョーンズ/魔宮の伝説』のジャケットはロンドンのバーマンズ＆ネイサンズが『レイダース/失われたアーク《聖櫃》』の物を基に作った。『インディ・ジョーンズ/クリスタル・スカルの王国』ではアメリカ、カリフォルニアのトニー・ノワックが製作した。ウエステッド・レザーを始めとして、現在では映画のファンが様々なインディタイプのジャケットを製作しており、一般に購入が可能である。
- バッグはマーク7イギリス軍ガスマスク用バッグで、通常はジャケットの下に掛けている。『クリスタル・スカル』ではジャケットの上からバッグを掛けていた。
- 鞭は2.4m〜3.0mのブルウィップと呼ばれるカンガルーレザーで編まれた鞭で、最初の3作品で使用されたのはデイヴィッド・モーガンによって製作された450シリーズであり、現在でも一般に購入が可能である。ただしモーガンの鞭は年代と共に形状が変化しており（より頑丈に、太く重くなっている）、現在の形状は劇場公開時とはかなり異なる。『クリスタル・スカル』では3名のウィップメーカーに製作が依頼された。テリー・ジャッカ、ジョー・ストレイン、モーガンである（長さが違うムチはシーンやスタントによって使い分けられていた）。テリージャッカが製作した鞭は前3作で使用されたモーガンの鞭とは構造が大きく異なる。「よりバリエーションのある鞭捌き」ができるようにハンドル根本が硬く補強され、オーストラリアスタイルに近い形状である。一方で4作品で共通している鞭の構造は、コア、2ベリー（4本編み、8本編み）、2ボルスター、オーバーレイ、と6層で編み込まれていること。そしてオーバーレイは12本編みである。
- ピストルはたいてい第一次世界大戦時のものでウェブリー・ガヴァメント（『最後の聖戦』と『クリスタル・スカル』）やスミス&ウェッソンM1917リボルバーハンド・エジェクター・セカンド・モデル・リボルバー（『レイダース』）、コルト・オフィシャルポリス（『魔宮の伝説』。冒頭でウィリーが車外に落として紛失するが、落ちるシーンのアップのみM1917に変化する）を使用した。またナガンM1895（『若き日の大冒険』）や9ミリブローニング・ハイパワー（『レイダース』）も使用した。銃は普段は軍用ホルスターに収められている。
- 靴はオールデン製である。モデル405は映画制作前からフォードのお気に入りだった。それらは今でも“インディ・ブーツ”という愛称で親しまれ、販売されている（映画よりも茶色い＜レンガ色＞色であるが）。

『インディ・ジョーンズ/最後の聖戦』で使用されたフェドーラ帽とレザージャケットはワシントンDCのスミソニアン博物館に収められている。映画の衣装・小道具の収集は一部のシリーズ・ファンの趣味にもなっている。20世紀フォックスが2008年に2000人の映画ファンを対象に行なった調査では、ブルウィップは3番目に人気な映画の武器だった。

### キャスティング
もともとスピルバーグはハリソン・フォードを望んでいたがルーカスは『アメリカン・グラフィティ』と『スター・ウォーズ』と『スター・ウォーズ 帝国の逆襲』で彼を起用していたため反対した。フォードを“ベビー・デ・ニーロ”と呼ばせたくなかったためである（事実、監督仲間のマーティン・スコセッシはたびたびロバート・デ・ニーロを起用した）。配役が決定するまでの間、ルーカスとスピルバーグは多くのオーディションを行なった。そして多少有名だったトム・セレックがインディアナ・ジョーンズに決定した。程なくして映画のプリプロダクションが始まる。しかしCBSは『私立探偵マグナム』でのセレックとの契約解消を拒否し、彼はインディ役を断らざるを得なかった。CBSは『レイダース』が『私立探偵マグナム』と同時撮影になることを快く思わなかったのである。2作品はほぼ同時に制作を始めていた。しかしセレックは『私立探偵マグナム』のインタビューで、撮影は『レイダース』終了後に始まったことを明かした。
スピルバーグが改めてフォードを提案しルーカスも承諾する。フォードは撮影開始の3週間目に役が決定した。

## 影響
様々な冒険の物語でインディアナ・ジョーンズへのオマージュや彼からの影響がみられる。
- ララ・クロフト
  - 『トゥームレイダー』シリーズの女性冒険家。もともと男性の予定だったが途中で変更された。変更の理由としてインディアナ・ジョーンズに似すぎていたことが挙げられる[35]。
  - 『インディ・ジョーンズ』を配給したパラマウント映画は後にゲーム『トゥームレイダー』の映画を2つ制作している。
- 『プリンス・オブ・ペルシャ』のプロデューサー・ベン・マッテスは“ハリソン・フォードがやってきたものを参考にした（「インディアナ・ジョーンズとハン・ソロだ[36]」）と述べている。
- TVゲームシリーズ『アンチャーテッド』はインディアナ・ジョーンズから大きな影響を受けている。
  - メインキャラクターのネイサン・ドレイクはインディアナ・ジョーンズと外見でも内面でもいくつか共通点を持っている[37]。またTVCMにはハリソン・フォードが出演した。

## 他のメディア

### ゲーム
- フォートナイト - チャプター3シーズン3のバトルパスクエストでアンロックすることで入手可能キャラクターとして登場[38]。

## 日本語吹替
- 村井國夫（1985～現在、ソフト・劇場公開版、日本テレビ版、東京ディズニーシー『インディ・ジョーンズ・アドベンチャー』、ツムラインパルス 『アメリカがそこにある!!!』、パチスロ『CRFインディ・ジョーンズ』、インプレッサ「SUBARU×金曜ロードショー」コラボCMなど）
- 玄田哲章（『最後の聖戦』フジテレビ版）
- 磯部勉（『魔宮の伝説』『最後の聖戦』テレビ朝日版）
- 内田直哉（『クリスタル・スカルの王国』までの一部媒体）
- 山口健（『最後の聖戦』ソフト版1、少年時代）
- 鳥海勝美（『最後の聖戦』日本テレビ版、少年時代）
- 草尾毅（『最後の聖戦』フジテレビ版、少年時代）
- 岩永哲哉（『最後の聖戦』テレビ朝日版、少年時代）
- 加藤木賢志（『最後の聖戦』ソフト版2、少年時代）
- 宮本充（『若き日の大冒険』青年期）
- 浦野裕介（『若き日の大冒険』少年期）
- 田中真弓（『若き日の大冒険』少年期、「ジャッカルの呪い」のみ）
- 北村和夫（『若き日の大冒険』老年期）
- 藤真秀（『大いなる円環』）